# 吳令蘭
吳令蘭（韓語：오영란，1972年9月6日—），韓國女子手球運動員，亦是韓國國家女子手球隊隊員。

## 簡歷
2008年，吳令蘭代表韩国參加中國北京舉行的奥林匹克运动会女子手球比賽，最終贏得一面銅牌。